# دامنه سطح‌دوم
در سلسله مراتب سامانه نام دامنه، یک دامنه سطح دوم (به انگلیسی: Second Level Domain) (به اختصار SLD) دامنه ای است که به‌طور مستقیم زیر یک دامنه سطح بالا قرار دارد. برای مثال، در example.com، مقدار example دامنه سطح دومی از دامنه سطح بالای .com می باشد.
دامنه‌های سطح دوم معمولاً به تشکیلاتی که نام دامنه آن با یک ثبت کننده نام دامنه (به انگلیسی: domain name registrar) ثبت شده است منسوب می شود. برخی از ثبت کننده‌های نام دامنه سلسله مراتبی از دامنه سطح دوم یک دامنه سطح بالا را مطرح می کنند که نشانگر نوع تشکیلاتی است که قصد ثبت دامنه سطح دوم تحت آن وجود دارد. برای مثال، در فضای نام uk. یک دانشگاه یا موسسه فرهنگی دیگر تمایل دارد که دامنه خود را تحت یک دامنه سطح دوم کدکشوری (به انگلیسی: country code Second Level Domain) (به اختصار CCSLD) به نام ac.uk. به ثبت برساند، در حالیکه شرکت‌ها تمایل دارند دامنه خود را تحت co.uk. ثبت کنند.